# Zoran Barišić
Zoran Barišić (Vienna, 22 maggio 1970) è un allenatore di calcio ed ex calciatore austriaco di origine croata, di ruolo centrocampista.

## Biografia
Lontano dal calcio Zoran Barišić ha fondato nel 1998 una società commerciale per il Sud-Est europeo, la Kuba Rohstoffe AG, nella quale possiede un terzo delle quote.
Nel 2005 ha organizzato il suo primo campo estivo per dieci giovani di 14 anni, presso il centro sportivo dell'Hellas-Kagran, un club che milita nei campionati regionali viennesi.

## Carriera

### Giocatore
Barišić ha esordito in Bundesliga nel 1989 per il Wiener Sport-Club, ma anche a causa di un dissesto finanziario il centrocampista ha lasciato il club dopo la retrocessione in 2. Division e si è trasferito al FavAC, sempre in 2. Division, con cui sfiora la promozione in Bundesliga. Nel 1992 si trasferisce al Mödling, che aveva a sua volta ottenuto la promozione in Bundesliga, ridotta a sole dieci squadre. Ma nella stessa stagione retrocede in 2. Division.
Nel 1993 si trasferisce così al Rapid Vienna e ben presto si guadagna un posto fisso in prima squadra. Con la maglia bianco-verde arrivano anche le prime vittorie: nel 1994-1995 la coppa d'Austria, e l'anno seguente il campionato, il primo in otto anni per il Rapid.
Insieme a giocatori esperti come Trifon Ivanov e Carsten Jancker aiuta il club a raggiungere la finale di Coppa delle Coppe 1995-1996, superando Sporting Lisbona, Dinamo Mosca e Feyenoord Rotterdam fino ad arrivare alla finale contro il Paris St. Germain, gara persa per 1-0.
Dopo essersi qualificato per la fase a gironi della Champions League 1996-1997 Barišić lascia il Rapid e si trasferisce per pochi mesi in Alta Austria per giocare nel Linz. Ma nello stesso 1997 il suo nuovo club confluisce nel LASK Linz e cambia ancora maglia, vestendo quella del Tirol Innsbruck. Con i tirolesi ha festeggiato sotto la guida di Kurt Jara tre titoli nazionali consecutivi dal 2000 al 2002 e, nel 1999, fu anche convocato per la prima e unica volta in Nazionale.
Dopo il fallimento e la scomparsa del Tirol Innsbruck, nell'estate del 2002, Zoki si è trasferito all'Admira/Wacker Mödling, sempre in Bundesliga. Nella stagione 2004-2005 disputa il suo ultimo campionato con l'Eisenstadt, in Regionalliga Ost.

### Allenatore
Diviene vice-allenatore di Peter Pacult al Rapid Vienna il 5 settembre 2006. Nella stagione 2007-2008 vince il titolo nazionale, e il 18 giugno 2009 diviene allenatore dell'under-18, dopo che un diverbio con Pacult aveva portato alla sua sostituzione nel ruolo di vice da parte di Leopold Rotter (10/06/2009).
L'11 aprile 2011, in seguito al licenziamento di Pacult, viene scelto dalla dirigenza del Rapid come allenatore ad interim e pertanto ha guidato la squadra fino al termine della stagione 2010-2011. Il 1º giugno viene sostituito da Peter Schöttel, tornando a lavorare per la squadra Amateure.
Tuttavia, il 16 aprile 2013, la dirigenza del Rapid decide di esonerare Schöttel, a seguito dell'eliminazione nei quarti di finale di ÖFB-Cup per mano di una squadra di Regionalliga, il Pasching; Barišić viene perciò nominato allenatore ad interim, col compito di portare a termine la stagione. La panchina di Barišić viene confermata anche per la stagione 2013-2014.
Il 3 febbraio 2014 Barišić viene premiato dal quotidiano austriaco Krone come allenatore dell'anno, precedendo Stöger che pure aveva vinto il campionato con l'Austria Vienna.

## Statistiche

### Cronologia presenze e reti in nazionale
| Cronologia completa delle presenze e delle reti in nazionale ― Austria | Cronologia completa delle presenze e delle reti in nazionale ― Austria | Cronologia completa delle presenze e delle reti in nazionale ― Austria | Cronologia completa delle presenze e delle reti in nazionale ― Austria | Cronologia completa delle presenze e delle reti in nazionale ― Austria | Cronologia completa delle presenze e delle reti in nazionale ― Austria | Cronologia completa delle presenze e delle reti in nazionale ― Austria | Cronologia completa delle presenze e delle reti in nazionale ― Austria |
| Data                                                                   | Città                                                                  | In casa                                                                | Risultato                                                              | Ospiti                                                                 | Competizione                                                           | Reti                                                                   | Note                                                                   |
| ---------------------------------------------------------------------- | ---------------------------------------------------------------------- | ---------------------------------------------------------------------- | ---------------------------------------------------------------------- | ---------------------------------------------------------------------- | ---------------------------------------------------------------------- | ---------------------------------------------------------------------- | ---------------------------------------------------------------------- |
| 6-6-1999                                                               | Ramat Gan                                                              | Israele                                                                | 5 – 0                                                                  | Austria                                                                | Qual. Euro 2000                                                        | -                                                                      |                                                                        |
| Totale                                                                 |                                                                        | Presenze                                                               | 1                                                                      |                                                                        | Reti                                                                   | 0                                                                      |                                                                        |

## Palmarès
- Coppa d'Austria: 1

Rapid Vienna: 1994-1995
- Campionato austriaco: 4

Rapid Vienna: 1995-1996
Tirol Innsbruck: 1999-2000, 2000-2001, 2001-2002